# Уллусуну
Уллусуну — царь Манны приблизительно в 716—680 годах до н. э. Сын Иранзу.

## Биография

Манна и соседние страны

В 716 году до н. э. против царя Манны Азы, старшего брата Уллусуну, восстали правитель Зикерту Метатти, правитель Андии Телусина, правитель Уишдиша Багдатту и другие наместники, действующие, очевидно, по совету царя Урарту Русы I. По-видимому, Азе ставился в вину союз с царём Ассирии Саргоном II. Аза был схвачен и убит. Саргон немедленно выступил в поход. Он захватил 8 крепостей и 4200 жителей у Тулусины. Метатти бежал вместе со своими людьми в горы, но Саргон сжёг его столицу Парду, а также 23 города в его окрестностях. Также ассирийцам удалось схватить Багдатту. Саргон приказал снять с него кожу и выставить его труп на обозрение маннеям. На престол Манны был посажен Уллусуну, другой сын Иранзу.
Однако, окружённый сторонниками антиассирийской партии, Уллусуну немедленно отложился от Ассирии и попытался заключить союз с Урарту. Он уступил Русе I 22 крепости, вероятно, в пограничной с Ассирией полосе, и втянул в антиассирийское выступление правителей соседствовавших с Ассирией долин в верховьях Малого Заба: Итти, правителя Аллабрии, и Ашшурле, правителя Караллы. В ответ на это Саргон II захватил столицу Манны Изирту и две важнейшие центральные крепости Зибие и Армаит. Уллусуну сдался на милость победителя и, поскольку он, видимо, принадлежал к ассирийским сторонникам и действовал до сих пор по принуждению своих приближённых, был возвращён на царство. Что касается Итти и Ашшурле, то первый был сослан со своей семьёй в ассирийские владения, а со второго была живьем содрана кожа, а его область была присоединена к ассирийской провинции Замуа (Луллуме). Два пограничных района — Никсамма и Шургадиа — были захвачены ассирийцами, отделены от Манны и включены в ассирийскую область Парсуа.
После разгрома Урарту в 714 году до н. э. Манна расширила свои границы. Были усмирены непокорные области Зикерту, Андия и Гизильбунда, возвращены отнятые урартами крепости в областях Уишдиш, Суби, а также богатый город Улху в области Сангибуту. Саргон II в дальнейшем называл Манну союзным государством и при встрече с Уллусуну обменивался с ним подарками.